# Hugh Fisher
Hugh Fisher (ur. 1 października 1955 w Hamilton) – kanadyjski kajakarz. Dwukrotny medalista olimpijski z Los Angeles.
Urodził się w Nowej Zelandii, ale reprezentował Kanadę. Na igrzyskach startował trzykrotnie (IO 76, IO 84, IO 88). Oba medale wywalczył w 1984, płynąc w dwójce. Partnerował mu Alwyn Morris. Pod nieobecność części sportowców z Bloku Wschodniego triumfowali na dystansie 1000 metrów i byli trzeci na dwukrotnie krótszym dystansie. Na mistrzostwach świata wywalczyli dwa medale, srebro w 1982 i brąz rok później.